# コノミタケ
コノミタケ（好味茸、学名 Ramaria notoensis Ando (ined.)）はラッパタケ科ホウキタケ属ハナホウキタケ亜属のキノコ。石川県、特に能登地方に多く分布し、新潟県、宮城県でも発見例がある。学名は長らくついていなかったが、2010年に決まった。
秋にコナラ林下に群生する。子実体は10〜20cm。柄は10数cm以下で地中に存在し、経は2〜7cmほどである。枝が数回分岐している。幼菌は白色で成熟するにつれ黄土色がかる。胞子紋は黄土色。肉は白色でほとんど無味。変色性はなく、柄の部分には大理石模様がある。食用。能登地方では重宝されており、高額で取引される。